# Stelle meno massicce conosciute

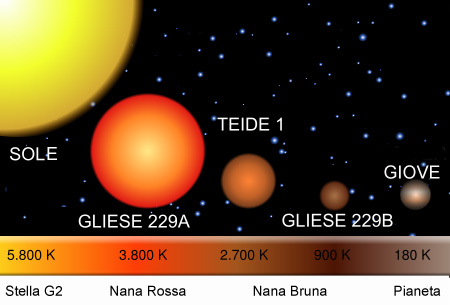
Confronto tra il Sole, Giove ed alcune delle stelle (e pseudo-stelle) più piccole.

Questa è una lista delle stelle meno massicce conosciute, ordinata in base alle masse solari ed alle masse gioviane (dalla stella di massa più vicina a Giove alla stella di massa più vicina al Sole).
La lista include nane brune e nane rosse. Il nome di ciascuna nana bruna ha un sottofondo di color marrone; ugualmente le nane rosse hanno un sottofondo in rosso o arancione, a seconda della loro classe spettrale (quindi della temperatura superficiale), che siano di classe M, "molto" fredde (rosse) o più calde (arancio).
Tuttavia il nucleo delle nane brune (in genere pseudo-stelle) può avere una massa sufficiente a dare inizio alla fusione nucleare del deuterio, come le nane rosse (stelle vere e proprie) possono avere una temperatura atmosferica (al di sotto dei 4000 K), che rende difficile distinguerle dalle nane brune.
La massa di una stella non può essere minore di 13 masse gioviane, in quanto al di sotto di questo limite critico non si instaura una pressione, dovuta alla gravità, in grado di innalzare la temperatura per dare inizio alla fusione del deuterio, che richiede almeno una temperatura di 1 500 - 4 000 K (a seconda sempre della metallicità) con una massa almeno il 7% di quella solare. Una nana bruna dunque è molto più pesante di un pianeta gigante gassoso, ma non ha una massa sufficiente per fondere idrogeno ed essere una stella.

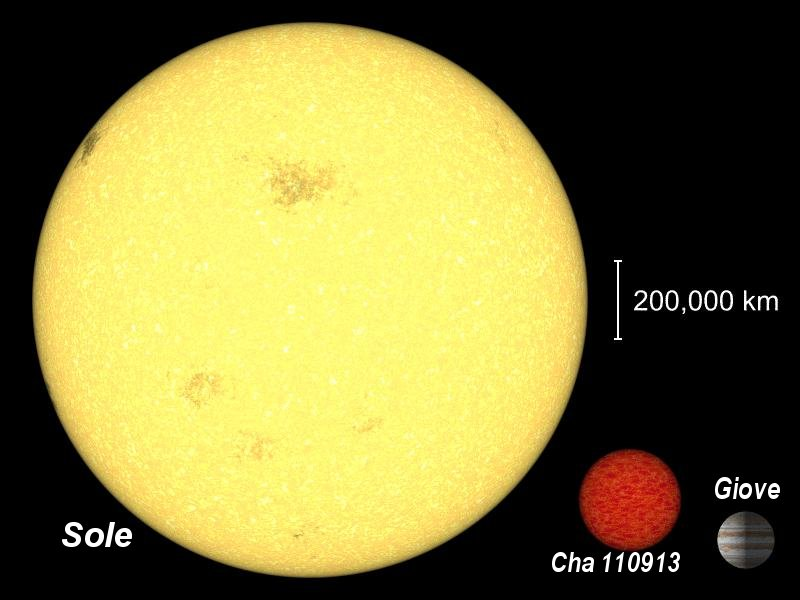
Paragone tra le dimensioni del Sole, di una sub-nana bruna (Cha 110913-77344) e di Giove.

## Elenco
| Nome                     | Masse solari | Masse gioviane |
| ------------------------ | ------------ | -------------- |
| Giove (come riferimento) | 0,00096      | 1              |
| —                        | —            | —              |
| Cha 110913-773444[6]     | 0,008        | 8              |
| WISE 0458+6434 B[7][8]   | 0,009        | 10             |
| WISE 0458+6434 A[7][8]   | 0,013        | 15             |
| OTS 44[9]                | 0,013        | 15             |
| Gliese 229 B             | 0,021        | 25             |
| 2M1207                   | 0,021        | 25             |
| Epsilon Indi BB          | 0,024        | 28             |
| HD 98230B                | 0,037        | 39             |
| Teide 1                  | 0,041        | 43             |
| Epsilon Indi BA          | 0,045        | 47             |
| Gliese 570D              | 0,048        | 52             |
| LP 944-20                | 0,056        | 58             |
| 2MASS 0415-0935          | 0,060        | 63             |
| DENIS 1048-39            | 0,065        | 68             |
| 2MASS 1835+3259          | 0,070        | 75             |
| DENIS 0255-4700          | 0,070        | 75             |
| V1581 Cygni C            | 0,070        | 75             |
| 2MASS 0532+8246          | 0,077        | 81             |
| LHS 3003 (GJ 3877)       | 0,077        | 81             |
| Gliese 165B              | 0,080        | 84             |
| Gliese 623B              | 0,080        | 84             |
| LHS 1070B                | 0,080        | 84             |
| LHS 1070C                | 0,080        | 84             |
| Wolf 1055B               | 0,080        | 84             |
| Gl 105C                  | 0,082        | 86             |
| LHS 292                  | 0,083        | 87             |
| LP 731-58                | 0,083        | 87             |
| DX Cancri                | 0,087        | 91             |
| Van Briesboeck 8         | 0,088        | 92             |
| AB Doradus C             | 0,089        | 93             |
| OGLE-TR-122b             | 0,091        | 96             |
| Stella di Teegarden      | 0,097        | 102            |
| Ross 614B                | 0,11         | 115            |
| Wolf 359                 | 0,11         | 115            |
| Proxima Centauri         | 0,122        | 128            |
| —                        | —            | —              |
| Sole (come riferimento)  | 1            | 1047,56        |
| Nana bruna |
| Nana rossa |

Nota:
L'oggetto Cha 110913-773444 è spesso considerato la più piccola nana bruna, ma la sua massa non le consente di essere definita nemmeno una nana bruna (8 masse gioviane). È persino più piccola di alcuni esopianeti conosciuti. Tuttavia è meglio considerare questo oggetto una sub-nana bruna o un planemo.